# Liste der Monuments historiques in Boissy-le-Repos
Die Liste der Monuments historiques in Boissy-le-Repos führt die Monuments historiques in der französischen Gemeinde Boissy-le-Repos auf.

## Liste der Objekte
| Bezeichnung               | Beschreibung                                                     | Standort                       | Kennzeichnung | Schutzstatus | Datum | Bild |
| ------------------------- | ---------------------------------------------------------------- | ------------------------------ | ------------- | ------------ | ----- | ---- |
| Kommuniontisch            | Schmiedeeisen, 18. Jahrhundert                                   | in der Kirche St-Martin (Lage) | PM51002753    | Inscrit      | 1978  |      |
| Skulptur Madonna mit Kind | Holz, 16. Jahrhundert                                            | in der Kirche St-Martin (Lage) | PM51002754    | Inscrit      | 1978  |      |
| Hauptaltar                | Altartisch und Tabernakel; Holz, farbig gefasst, 17. Jahrhundert | in der Kirche St-Martin (Lage) | PM51002752    | Inscrit      | 1978  |      |
| Marienaltar               | Seitenaltar; Altartisch und Retabel; Holz, 18. Jahrhundert       | in der Kirche St-Martin (Lage) | PM51002755    | Inscrit      | 1978  |      |
| Triumphbogen und -kreuz   | Schmiedeeisen, 18. Jahrhundert                                   | in der Kirche St-Martin (Lage) | PM51000098    | Classé       | 1979  |      |